# Черните ангели (филм)
„Черните ангели“ е български игрален филм (драма) от 1970 година, по сценарий и режисура на Въло Радев. Оператор е Атанас Тасев. Създаден е по книгата „В името на народа“ на Митка Гръбчева. Музиката във филма е композирана от Симеон Пиронков.

## Състав

### Актьорски състав
| Изпълнител                     | Роля                                                                |
| ------------------------------ | ------------------------------------------------------------------- |
| Стефан Данаилов                | „Пантер“ – Георги Михаилов Аргиров                                  |
| Доротея Тончева                | Катина                                                              |
| Виолета Гиндева                | Искра                                                               |
| Йосиф Сърчаджиев               | Андро                                                               |
| Добринка Станкова              | Рачето                                                              |
| Марин Младенов                 | Графа                                                               |
| Народен артист Андрей Чапразов | Генерал Лазаров, Кирил Данев                                        |
| Светозар Неделчев              | Прокурорът                                                          |
| Славчо Митев                   | Генерал фон Таден                                                   |
| Ненчо Йовков                   |                                                                     |
| Георги Русев (некредитиран)    | домоуправителят, човекът с колелото                                 |
| Вълчо Камарашев (некредитиран) | шофьор                                                              |
| Анани Явашев (некредитиран)    | капитан                                                             |
| Любомир Димитров               | полковник от полицията                                              |
| Михаил Михайлов                | офицер                                                              |
| Вельо Горанов                  | адютант на Луков                                                    |
| Иван Янчев                     | ръководител на състезание                                           |
| Явор Милушев                   | синът на проф. Секеларов / глас зад кадър в паниката „Мария, Мария“ |
| Жоржета Чакърова               | гражданка от ресторанта                                             |

### Технически екип
| Сценарий                     | Сценарий: Въло Радев По книгата на „В името на народа“: Митка Гръбчева |
| Режисьор                     | Въло Радев                                                             |
| Оператор                     | Атанас Тасев                                                           |
| Художник                     | Стефан Савов                                                           |
| Музика                       | Симеон Пиронков                                                        |
| Костюми                      | Анна Лъскова                                                           |
| Редактор                     | Тодор Монов                                                            |
| Монтаж                       | Анна Манолова Елена Николова                                           |
| Грим                         | Кирил Траянов Лефтера Недева Биянка Бодурова                           |
| Асистент-режисьори           | Иван Кирилов Венета Станева Дора Смедовска                             |
| Асистент-оператори           | Георги Ночев Константин Чернев Атанас Димитров                         |
| Организатори                 | Стоил Халачев Христо Йоцов                                             |
| Втори художник               | Георгиус Гуаямджис                                                     |
| Асистент по звука            | Митко Стефанов                                                         |
| Фотограф                     | Жени Вълова                                                            |
| Реквизит                     | Владимир Оджаков                                                       |
| Гардероб                     | Ани Качулева                                                           |
| Осветление                   | Иван Иванов                                                            |
| Пиротехника                  | Георги Байкушев Петко Ташев                                            |
| Кран                         | Борис Митов                                                            |
| Втори режисьор Звукооператор | Иван Халачев                                                           |
| Директор                     | Атанас Пападопулос                                                     |
| Distributed by               | Национален филмов център Студия за игрални филми /Copyright © 1970/    |